# 모스키토

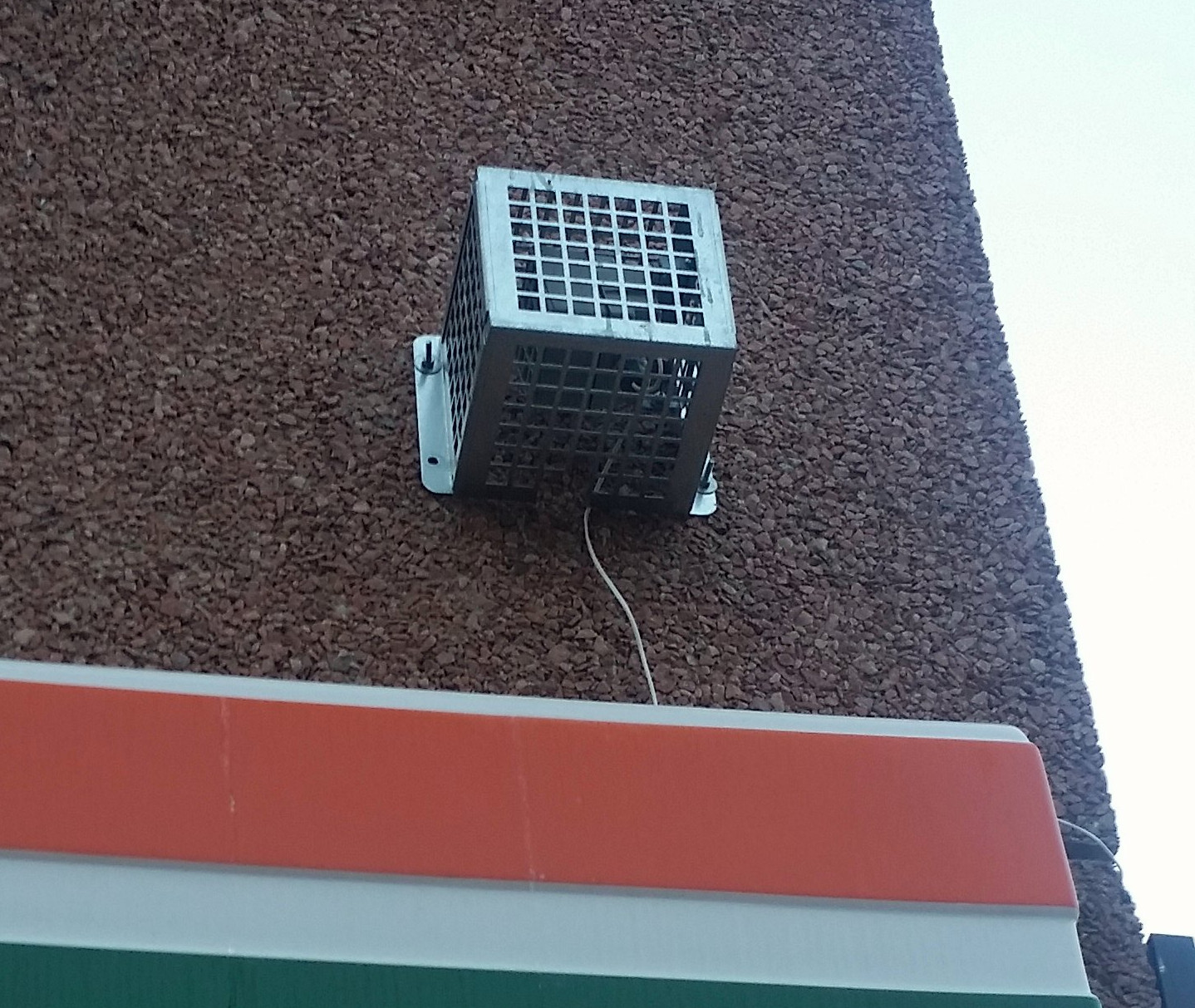

모스키토(The Mosquito)는 청소년만 들을 수 있는 주파수를 방출하는 기계이다. 이 주파수를 느끼는 청소년은 불쾌감 때문에 해당 공간을 떠나 멀리 달아난다. 영국인 하워드 스태플런은 딸이 불량 청소년들에게 괴롭힘을 당하는 사실을 확인하고 해당 기계를 발명하였다.이는 불량청소년들이 주로 머무는 가게에 많이 설치되었다. 그는 2006년 덕분에 이그 노벨상을 수상하였다. 모스키토는 유럽에 5,000여개가 팔렸으며, 3,500개는 영국에 설치되어 있다. 한대 가격은 한화로 100여만원 정도에 달한다.

## 원리
보통 인간의 가청주파수는 16~20,000Hz이다. 하지만 나이가 들 수록 이 가청주파수의 범위는 줄어든다. 모스키토는 20대 초반이 듣기 쉬운 16000~18,500Hz의 주파수를 방출한다.

## 논란
2007년 스위스 제네바시는 공원에 모스키토를 몰래 설치하고 이를 운영하려고 계획했다. 하지만 청소년 인권침해 논란이 생겨서 이는 무산되었다. 2010년 유럽 평의회는 인권 침해, 의학적 검증이 되지 않음을 이유로 모스키토 판매·설치를 금하는 법률을 마련해 달라고 각 유럽국가에 권고하였다. 하지만 영국은 해당 권고에 반발하고 있다.

## 같이 보기
- 가청범위
- 귀울림